# Elí de Gortari
Elí Eduardo de Gortari Carbajal (Ciudad de México, 28 de abril de 1918-29 de julio de 1991), más conocido como Elí de Gortari, fue un lógico, filósofo de la ciencia, historiador de la ciencia e ingeniero sanitario mexicano, importante conocedor e impulsor del materialismo dialéctico. "Vincular las ciencias con la [... filosofía] bajo un estricto análisis crítico y mediante la adecuada metodología, tanto para la investigación básica, la aplicada, y el desarrollo tecnológico, como para la docencia y formación integral del profesional universitario, no solo [... fue] una tarea intelectual del maestro y doctor Elí de Gortari, sino la historia de su propia vida."
A lo largo de su vasta labor profesional produjo treinta y dos libros, siete folletos, ciento veintiún artículos y veinticuatro traducciones de estudios básicos en alemán, inglés, ruso, francés y chino. Tan solo su curriculum vitae consta de treinta y seis cuartillas a renglón cerrado.[cita requerida]

## Trayectoria

### Antecedentes y definición (1936 - 1955)
En 1938, Elí de Gortari ingresó a la Facultad de Ingeniería de la Universidad Nacional Autónoma de México para estudiar la licenciatura en ingeniería petrolera. Lo hizo durante dos años; sin embargo, su gran compromiso transformador hacia la sociedad lo condujo a la Escuela de Ingeniería Municipal de la Secretaría de Educación Pública, donde obtuvo la licenciatura en ingeniería municipal y sanitaria en 1942. Posteriormente continuó sus estudios de matemáticas y física en la Facultad de Ciencias de la UNAM. Desde 1948 fue profesor titular B de asignatura en lógica, filosofía de la ciencia y metodología de la ciencia en la Facultad de Filosofía y Letras de la UNAM. En 1949 obtuvo la maestría en filosofía Magna Cum Laude en la Facultad de Filosofía y Letras de la misma universidad, con la tesis La ciencia de la lógica, el primer libro sobre lógica dialéctica que se editó y distribuyó en la Unión de Repúblicas Socialistas Soviéticas. En 1950 fue nombrado coordinador y presidente del Seminario de Problemas Científicos y Filosóficos —que él fundó junto con Samuel Ramos y Guillermo Haro, y cuyo actual presidente es Ruy Pérez Tamayo— y, además, director de las publicaciones de dicho seminario, algunas de las cuales él mismo tradujo. Desde 1954 fue investigador C de tiempo completo del Instituto de Investigaciones Filosóficas de la UNAM, del que llegó a ser decano en 1963. En 1955 obtuvo el doctorado en filosofía Magna Cum Laude, con la tesis Teoría del juicio y de la inferencia en la lógica dialéctica.

### Pleno desarrollo y producción de sus principales obras (1955 - 1968)
Fue un excelente profesor y ser humano. Comentó uno de sus alumnos: "Asistí a sus clases de lógica dialéctica y en ellas descubrí en él los rasgos que lo definen: una ternura, comprensión y tolerancia que se escondían tras un rostro aparentemente adusto. Pronto me hizo su profesor ayudante, y me encargó el curso durante varios meses con motivo de un largo viaje suyo a Europa. [...] Desde entonces pude seguir de cerca su labor, que no se reducía a la cátedra. De Gortari mostraba un entusiasmo y una capacidad que no podía agotarse en una sola tarea." Otros de sus alumnos dijo: "Como profesor, puedo decir, porque fui uno de sus muchos discípulos (tomé con él clases de Lógica dialéctica allá por 1960), que siempre fue un docente cumplido, que no solo no inhibía sino propiciaba la participación de los muchachos, y que despejaba con agudeza cualquier problema; se advertía desde luego en él una vocación para el magisterio que se traslucía en el aparentemente más insignificante detalle: el tono de la voz: suave y a la vez vigoroso, emplazando con él todas sus energías para hacerse entender; la mirada intensa que envolvía a toda la clase y a ningún alumno en particular; ese movimiento suyo tan característico de las cejas, hacia arriba, que subrayaba la concentración total en su magisterio, el mismo sudor que bañaba su rostro y que se limpiaba continuamente. En fin, De Gortari hacía las cosas no solamente con esmero, sino también con pasión, de tal suerte que convertía los temas de suyo arduos y áridos de su materia, en algo absolutamente atractivo para sus discípulos."
En agosto de 1961 fue elegido rector de la Universidad Michoacana de San Nicolás de Hidalgo, cargo que desempeñó hasta 1963, cuando fue derrocado por las autoridades del estado por razones políticas. De vuelta en la UNAM, se dedicó a defender a los estudiantes universitarios sometidos al ataque de grupos locales y del gobierno federal presidido por Gustavo Díaz Ordaz. Finalmente, se unió a la Coalición de Maestros de Enseñanza Media y Superior —llegó a ser miembro de la Comisión de Honor y Justicia— que participó activamente en el movimiento estudiantil de 1968 y el 18 de septiembre de ese año fue separado de su familia y arrestado violentamente al llegar a su departamento y apresado en la cárcel preventiva de Lecumberri, pues las autoridades lo consideraban peligroso en libertad.

### El periodo en la cárcel (1968 - 1971)
"Fue en 1968, con motivo del movimiento estudiantil, en el que la juventud no solo luchaba políticamente para abrir a la democracia y la libertad los espacios que se restringían desde el poder, sino que también —enfrentándose a una política corrompida— daba las más altas lecciones de moral. De Gortari —como una parte importante de sus colegas de la UNAM— apoyó sin titubeos el movimiento. Fue por ello encarcelado, y ocultando las verdaderas razones, se formularon acusaciones contra él que solo podían mover a risa. Terrible y dolorosa fue esta experiencia carcelaria de 1968 a 1971; experiencia de un intelectual que el poder trataba así de acallar por la autoridad moral y el peso que sus actos y sus palabras tenían entre los jóvenes." Acerca de los acontecimientos de 1968, Artemisa Pedroza Pedroza, esposa de Elí de Gortari —quien fue su asesor de la tesis de licenciatura en sociología: Algunos aspectos metodologicos de El desarrollo del Capitalismo en Rusia de V.I. Lenin (1982)— comentó en una entrevista a Elena Poniatowska: "Para mí esto ha sido el horror de darme cuenta cómo puede la civilización permitir algo semejante: Tlatelolco, la muerte, lo irracional, la prisión, y, por otra parte, darme cuenta de la fuerza que puede uno sacar de una misma por el amor a un hombre."
Elí de Gortari fue privado de su libertad en la crujía M de Lecumberri, donde se dedicaba a estudiar y escribir catorce horas diarias. "Ahí, desde el recogimiento profundo y áspero de la prisión, se rebelan con nitidez tanto el ser humano como el hombre sabio que [... fue] Elí de Gortari." Los miembros de la crujía M tenían permitido ir al campo deportivo una vez al día, y al baño de vapor dos veces a la semana. La familia y los amigos les llevaban comida todos los días, que juntaban y compartían en forma de buffet. Además, leían el periódico todos los días, especialmente el Excélsior, y jugaban ajedrez. Por su parte, Elí de Gortari impartía frecuentemente conferencias sobre historia de México. Al respecto, Julio Boltvinik, un compañero de cárcel comentó: "Yo sabía que era un filósofo muy destacado, experto en lógica dialéctica, pero no sabía que fuese también un experto en historia de México. Lo escuchábamos atónitos, en un silencio impresionante."
Elí de Gortari fue puesto en libertad el 26 de enero de 1971. "Podría creerse que, después de ese duro golpe, de los días amargos de la cárcel, De Gortari se acogería a un merecido descanso. Y, sin embargo, apenas recobrada su libertad, vuelve a entregarse con el rigor, el entusiasmo y la insistencia de siempre a proseguir su labor docente, a reemprender su tarea de investigador y a promover —después de unos años de inactividad por razones totalmente ajenas a su creador— y contando con el apoyo de la UNAM, el Seminario de Problemas Científicos y Filosóficos que sigue vivo y activo hasta hoy día." No obstante, la experiencia de la cárcel le ocasionó serios problemas de salud debido, en parte, a la diabetes que padecía.

### Lógica, metodología e innovación (1971 - 1987)
Entre 1975 y 1977, Elí de Gortari fue presidente de la Asociación Filosófica de México. Desde 1984 fue investigador del Sistema Nacional de Investigadores del Consejo Nacional de Ciencia y Tecnología. Desde 1986 fue investigador emérito del Instituto de Investigaciones Filosóficas de la UNAM, la más alta distinción a la que puede aspirar un investigador de la UNAM. 
A pesar de décadas de militancia izquierdista (incluso estuvo vinculado al Partido Comunista), Elí apoyó en 1988 la candidatura presidencial de su sobrino Carlos Salinas de Gortari, para volcarse, pocos días antes de su fallecimiento en 1991, a la oposición contra el gobierno de Salinas. 

## Pensamiento
Dos aportaciones filosóficas muy importantes en el campo del materialismo dialéctico durante el siglo XX en Latinoamérica fueron las de Elí de Gortari y Adolfo Sánchez Vázquez, alumno suyo, quien escribió: "Fue entonces para mí una experiencia inédita encontrarme en México, en su Facultad de Filosofía, con un profesor que no era para mí un profesor más, sino un marxista de carne y hueso." Y es que "Elí de Gortari [...] fue uno de los más destacados filósofos marxistas de México y Latinoamérica. Su pensamiento adquirió rasgos originales en sus reflexiones en torno a la lógica dialéctica; la historia de la ciencia y la tecnología y la relación entre la filosofía y la ciencia tanto natural como social. [...] combatió por el marxismo frente a posiciones como el neokantismo y el positivismo lógico". En 1943, Elí de Gortari dictó el primer curso a cargo de un profesor marxista en la Facultad de Filosofía y Letras de la UNAM.

### Filosofía de la ciencia
Elí de Gortari definió la ciencia como "la explicación objetiva y racional del universo". Según de Gortari, la ciencia es una explicación porque "describe las diversas formas en que se manifiestan los procesos existentes, distingue las fases sucesivas y coexistentes observadas en su desarrollo, desentraña sus enlaces internos y sus conexiones con otros procesos, pone al descubierto las interacciones que se ejercen entre unos y otros, determina las condiciones que son necesarias para que ocurra cada proceso y suficientes para llevarlo a efecto y, en fin, encuentra las posibilidades y los medios convenientes para hacer más eficaz la intervención humana en el curso de los procesos, ya sea acelerándolos, retardándolos, intensificándolos, atenuándolos o modificándolos de varias maneras". En este sentido, la ciencia va más allá de la mera descripción de los procesos, implicando, además, el descubrimiento de sus regularidades y relaciones, hasta llegar a predecirlos y manipularlos.
Ahora bien, la explicación científica es objetiva porque "representa las formas en que los procesos manifiestan su existencia", es decir, porque "refleja con fidelidad cada vez más aproximada a los procesos existentes y su comportamiento". Entonces, la objetividad consiste en la correspondencia del conocimiento científico con la realidad, que se logra a través de la verificación. Así, nos dice de Gortari, "todo conocimiento puede ser varificado en cualquier momento y por parte de cualquier persona". Además, la explicación científica es racional porque "establece una imagen racional de cada uno de los procesos que llega a ser conocido, lo mismo que cada una de sus propiedades y de sus interrelaciones con los otros procesos". Dicha imagen racional debe encontrar "las conexiones racionales que son posibles entre todos y cada uno de esos conocimientos adquiridos, construyendo así una densa red de vínculos, implicaciones y otro tipo de relaciones. Entonces, la racionalidad consiste en la naturaleza lógica del conocimiento científico, que se logra a través de la inferencia, la sistematización y la coherencia con el sistema formado por los conocimientos científicos ya aceptados.
Así, según Elí de Gortari, las dos propiedades fundamentales de la ciencia son la objetividad y la racionalidad. En esto coincide plenamente con Mario Bunge, quien explica: "Los rasgos esenciales del tipo de conocimiento que alcanzan las ciencias de la naturaleza y de la sociedad son la racionalidad y la objetividad." Para Bunge, por racionalidad se entiende "que está constituido por conceptos, juicios y razonamientos, y no por sensaciones, imágenes, pautas de conducta, etc. [...] que esas ideas pueden combinarse de acuerdo con algún conjunto de reglas lógicas, con el fin de producir nuevas ideas [... y] que esas ideas no se amontonan caóticamente o, simplemente, en forma cronológica, sino que se organiza en sistemas de ideas, esto es, en conjuntos ordenados de proposiciones (teorías)". Asimismo, por objetividad se entiende "que concuerda aproximadamente con su objeto; vale decir, que busca alcanzar la verdad fáctica; que verifica la adaptación de las ideas a los hechos recurriendo a un comercio peculiar con los hechos (observación y experimento), intercambio que es controlable y hasta cierto punto reproducible.
Volviendo con el pensamiento de Elí de Gortari, el universo constituye el único objeto que la ciencia estudia y explica. El universo "es el conjunto total de los procesos que existen de manera independiente a cualquier sujeto y al modo como éste los conozca, los ignore o de los imagine. En ese conjunto total de lo que existe objetivamente, está incluido el hombre como una de sus partes integrantes. También están comprendidos los diversos nexos existentes entre el hombre y los procesos naturales, al igual que las relaciones establecidas entre los hombres. Por consiguiente, el universo es la fuente inagotable del conocimiento científico y, a la vez, la base ineludible para su comprobación."
Desde el punto de vista social, de Gortari plantea que "la ciencia es un producto del esfuerzo colectivo de muchos hombres y mujeres, a través de una multitud de generaciones, de manera que sus conquistas y resultados pertenecen en común a la humanidad entera. En la ejecución de sus trabajos, los investigadores científicos tienen necesidad de estar siempre en contacto unos con otros, para comunicarse mutuamente sus experiencias, discutir interpretaciones, coordinar sus planes, recibir críticas sobre los resultados obtenidos y hacer sugestiones conducentes a otras a otras investigaciones. También requieren de instrumentos, aparatos, materiales de experimentación, libros, publicaciones periódicas y otros elementos. Por ello es que la sociedad, interesada especialmente en el avance de la ciencia, suministra a los científicos lo que necesitan para el desempeño de sus actividades, los estimula en sus tareas y procura que las realicen de manera organizada en el seno de instituciones adecuadas, como son los centros de investigación científica".

### Filosofía de la filosofía
Para de Gortari, la filosofía es una ciencia, una explicación objetiva y racional del universo, cuyo objeto particular está constituido por el conocimiento de lo general. La base de la filosofía son los conocimientos logrados por las demás ciencias y en la práctica social. Según él, "la lógica siempre ha progresado en estrecha correlación con el avance de la ciencia"; "la lógica penetra en los procedimientos seguidos por la ciencia". Así como la filosofía y la lógica deben construirse con rigor científico, la filosofía y la lógica destacan por su presencia crítica con respecto a la ciencia, sus métodos y con respecto al comportamiento humano.

### Historia de la ciencia
Elí de Gortari destacó tanto en la historia de la ciencia mexicana como en la historia de la ciencia europea. Su libro La ciencia en la historia de México es una de los pocas investigaciones generales sobre la ciencia mexicana, junto con la Historia de la ciencia en México, de Elías Trabulse (en cinco volúmenes publicados de 1983 a 1989) y la Historia general de la ciencia en México en el siglo XX (2005), de Ruy Pérez Tamayo. De Gortari se propuso la abrumadora labor de presentar la historia de las diversas ciencias a lo largo de todo el desarrollo histórico de México, lográndolo satisfactoriamente gracias a su pasmosa cultura, “pero siempre interpretada a través de un filtro marxista, lo que le da un carácter más ideológico que racional, tanto a su discusión como a sus conclusiones".
La obra posee múltiples omisiones y errores debido especialmente al rápido avance de las investigaciones antropológicas e historiográficas. El propio de Gortari menciona que "Naturalmente, a medida que íbamos avanzando en nuestra investigación, se fue modificando parcialmente el cuadro que habíamos trazado al principio, hasta que llegó un momento en que la recopilación de nuevos datos ya no alteró de manera importante la estructura general que teníamos organizada. Entonces fue cuando consideramos que habíamos alcanzado un punto de madurez suficiente para emprender la redacción de este libro y, en consecuencia, nos aplicamos a la tarea. Somos los primeros en reconocer las muchas omisiones y los errores de que seguramente adolece esta obra. A este respecto, estamos persuadidos de que unas y otros serán atendidas y enmendados por quienes efectúen investigaciones más profundas y completas que la nuestra. Porque lo decisivo para darla a la estampa ha sido, justamente, la convicción de la importancia que tiene ofrecer un panorama sobre la historia mexicana de la ciencia que, aun cuando pueda incurrir en deficiencias graves, sirva para atraer la atención acerca de ella y suscite el interés de los estudiosos. Por otra parte, este libro también podrá ser útil para la realización de mejores investigaciones generales o particulares acerca del desarrollo de la ciencia en México, en caso de que su contenido provoque discusiones y controversias, lo cual nos produciría gran satisfacción".

### Teoría del juicio
Gortari afirma que "el juicio es la forma del pensamiento en que se establece una cierta determinación". En este sentido, tal determinación está relacionado al carácter de ser necesario, suficiente o necesario-suficiente respecto a un juicio. Para Elí de Gortari, los conceptos o términos se integran en los juicios y tales juicios deben de ser de carácter de distinción, es decir: el juicio es una identificación de lo diferente. 
     Enunciados de identidad tales como x=x no preservan el carácter de juicio a pesar de ser tautológico y ser un principio de la lógica clásica (véase principio de identidad). Un enunciado de identidad como x=y se identifica como juicio, porque establece una relación entre dos términos conceptuales distintos tal que lo que se establece es su equiparación lógica entre ambos conceptos. 
     El juicio entre distintos tipos de término, según Gortari, "contiene la posibilidad de contradicción al establecer relación de igualdad entre términos distintos". Y sin embargo, dice Gortari, es por el mismo tipo de juicio que se resuelve tal posibilidad de contradicción por medio de la relación determinante entre ambos conceptos o términos. 
Para dar tratamiento lógico al juicio que plantea Gortari, este último recurre a una clasificación de juicios a partir de una notación simbólica que es la siguiente: ‘x’ es un término, su negación ‘¬x’ es un término; ‘y’ es un término como también la negación ‘¬y’ es un término; la relación de x puede estar en y o ¬y, o viceversa y puede estar relacionada con x o ¬x; una relación está formulada como (x, y), (x, ¬y), etc, los cuales son:
- Juicio de prófasis: se toma un elemento del término en su integridad, considerándose su relación con otro término como su falta, con éste incluyendo los enlaces: (x, y), (x, y).
- Juicio de prófasis inversa: se toma el otro elemento del término en su integridad, puede estar relacionado o no con el primero: (x, y), (x, y).
- Juicio de antífasis: se toma un elemento opuesto del término en su integridad.
- Juicio de antífasis inversa: se toma un elemento del contrario del segundo.
- Juicio de conjunción: es la relación conjuntiva entre términos: (x, y).
- Juicio de discordancia: es la relación particular de un término con otro término en su negación: (x, ¬y)
- Juicio de discordancia a la inversa: es la relación particular de la negación de un término con otro término: (¬x, y)
- Juicio de heterófasis: la relación parcial entre los opuestos de ambos términos.
- Juicio de inclusión: relación total y coincidencia: (x, y), (x, y) (x, y).
- Juicio de implicación: se toma al segundo término y se toma al primero en su totalidad y en su conjugación., sus enlaces: (x, y), (x, y), (x, y).
- Juicio de implicación a la inversa: se toma al primer término y al opuesto del segundo en conjugación: (x, y), (x, ¬y), (¬x, ¬y).
- Juicio de incompatibilidad:  se toman los opuestos y se conjugan en una relación: (x, ¬y), (¬x, y), (¬x, ¬y).
- Juicio de reciprocidad: la relación total entre un término y otro: (x, y), (¬x, ¬y).
- Juicio de exclusión: la exclusión de un término y con relación a otro término: (¬x, y), (x, ¬y).
- Juicio de pantáfrasis: se cumplen las cuatro posibles relaciones entre un término y su negación y otro término y su negación: (x, y), (x, ¬y), (¬x, y), (¬x, ¬y).
- Juicio enantiosis: no existe relación alguna entre términos.[cita requerida]

Nótese que algunas de las relaciones expuestas se pueden tomar como funciones. Por ejemplo, en el juicio de exclusión la función de la exclusión bajo el rango de bivalencia lógica (es decir, verdadero o falso) F(x,y)= 1 sí, y solo sí, (x)= 0 y (y)=1 o (y)=0 y (x)=1.[cita requerida]

## Archivo Eli de Gortari
En la biblioteca del Instituto de Investigaciones Filosóficas de la UNAM, se puede consultar el fondo documental que en su momento fue el archivo personal de Eli de Gortari. Desde 2019, el fondo documental ha sido organizado y se ha puesto a consulta. Físicamente, cuenta con 380 expedientes.[cita requerida]

## Obras
Merecen especial mención sus estudios sobre la lógica dialéctica, así como sus análisis sobre el método científico. Entre sus obras, destacan:
- La ciencia de la lógica (1950)
- Introducción a la lógica dialéctica (1956)
- La ciencia en la historia de México (1963)
- Dialéctica de la física (1964)
- Lógica general (1965)
- Siete ensayos filosóficos sobre la ciencia moderna (1969)
- El método dialéctico (1970)
- Ciencia y conciencia en México. 1767-1783 (1973)
- Métodos de la ciencia (1977)
- Conclusiones y pruebas de la ciencia (1983). Barcelona: Océano.
- Elementos de lógica matemática (1983)
- Lógica deductiva. La deducción y sus contradicciones (1983). Barcelona: Océano.
- Metodología general y métodos especiales (1985). Barcelona: Océano.
- Dialéctica de la física (1986). Barcelona: Océano.
- La reforma universitaria de ayer y hoy (1987), en el que recapitula críticamente sus experiencias y luchas universitarias.
- Diccionario de la lógica (1988), con 6.830 entradas sobre conceptos, términos, locuciones, operaciones, símbolos y fórmulas.[cita requerida]